# 252年
| 千纪： | 1千纪                                                                                           |
| 世纪： | 2世纪 \| 3世纪 \| 4世纪                                                                         |
| 年代： | 220年代 \| 230年代 \| 240年代 \| 250年代 \| 260年代 \| 270年代 \| 280年代                       |
| 年份： | 247年 \| 248年 \| 249年 \| 250年 \| 251年 \| 252年 \| 253年 \| 254年 \| 255年 \| 256年 \| 257年 |
| 纪年： | 壬申年（猴年）；曹魏嘉平四年；蜀汉延熙十五年；东吴太元二年，神凤元年，建興元年                  |

## 大事记
- 中国
  - 曹魏大臣司馬師就任大將軍。
  - 東吳皇帝孫權病重，召諸葛恪、孫弘等託付後事。
  - 神凤元年4月孫權駕崩，但諸葛恪與孫弘爭權，秘不發喪，最後孫弘被殺，才為孫權發喪，諡其為大皇帝。東吳太子孫亮即位後，拜諸葛恪為太傅，諸葛恪為收取民心，廣施德政。
  - 11月，曹魏大將軍司馬師趁孫權病亡兵分三路征伐孫吳，是為東興之戰，吳軍在諸葛恪、丁奉的指揮下大獲全勝。諸葛恪亦因功封陽都侯，加揚、荊州二州州牧，督中外諸軍事。

## 各国领袖

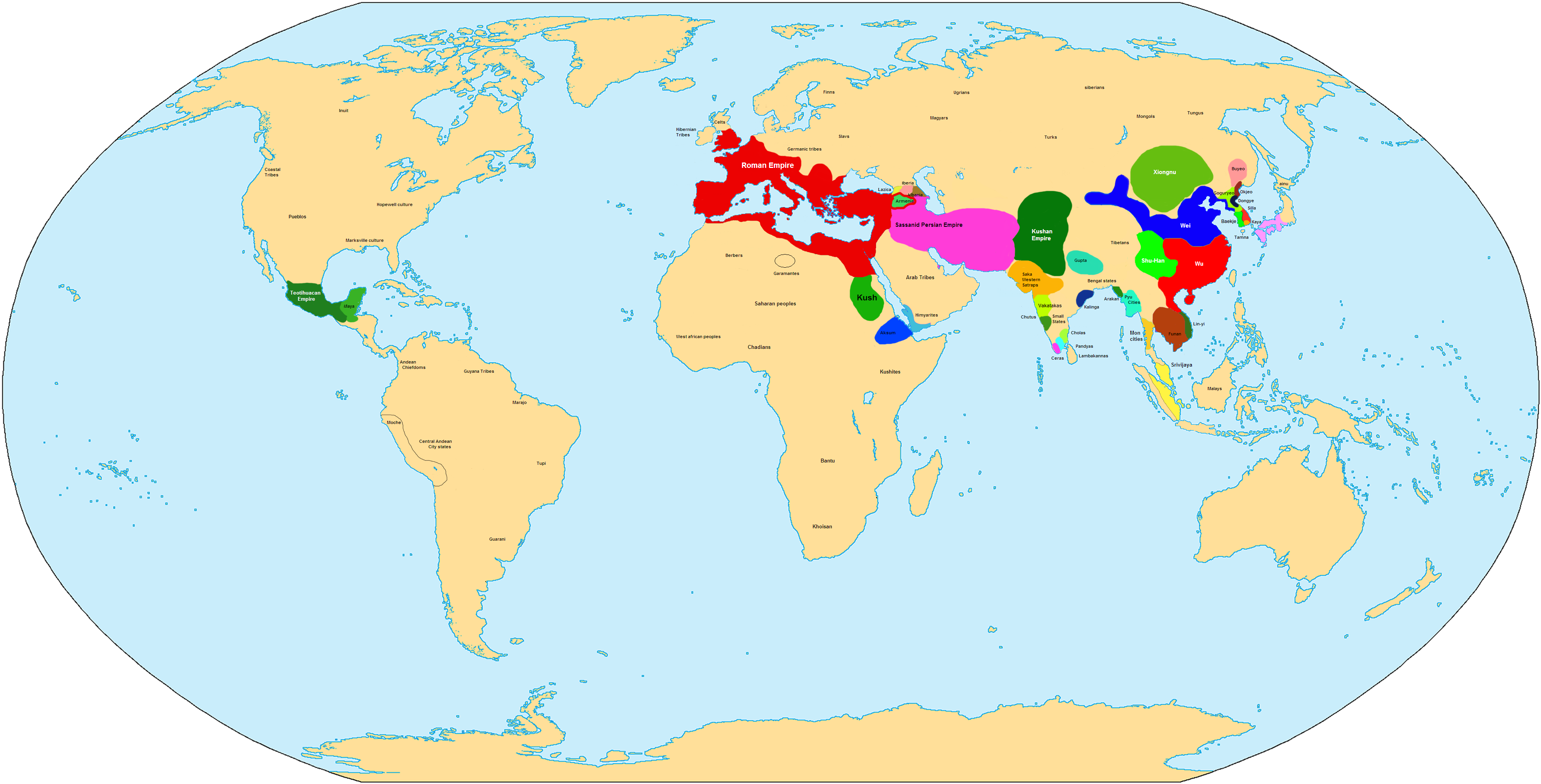
世界局势

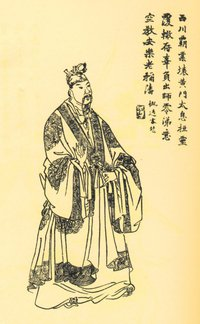
刘禅

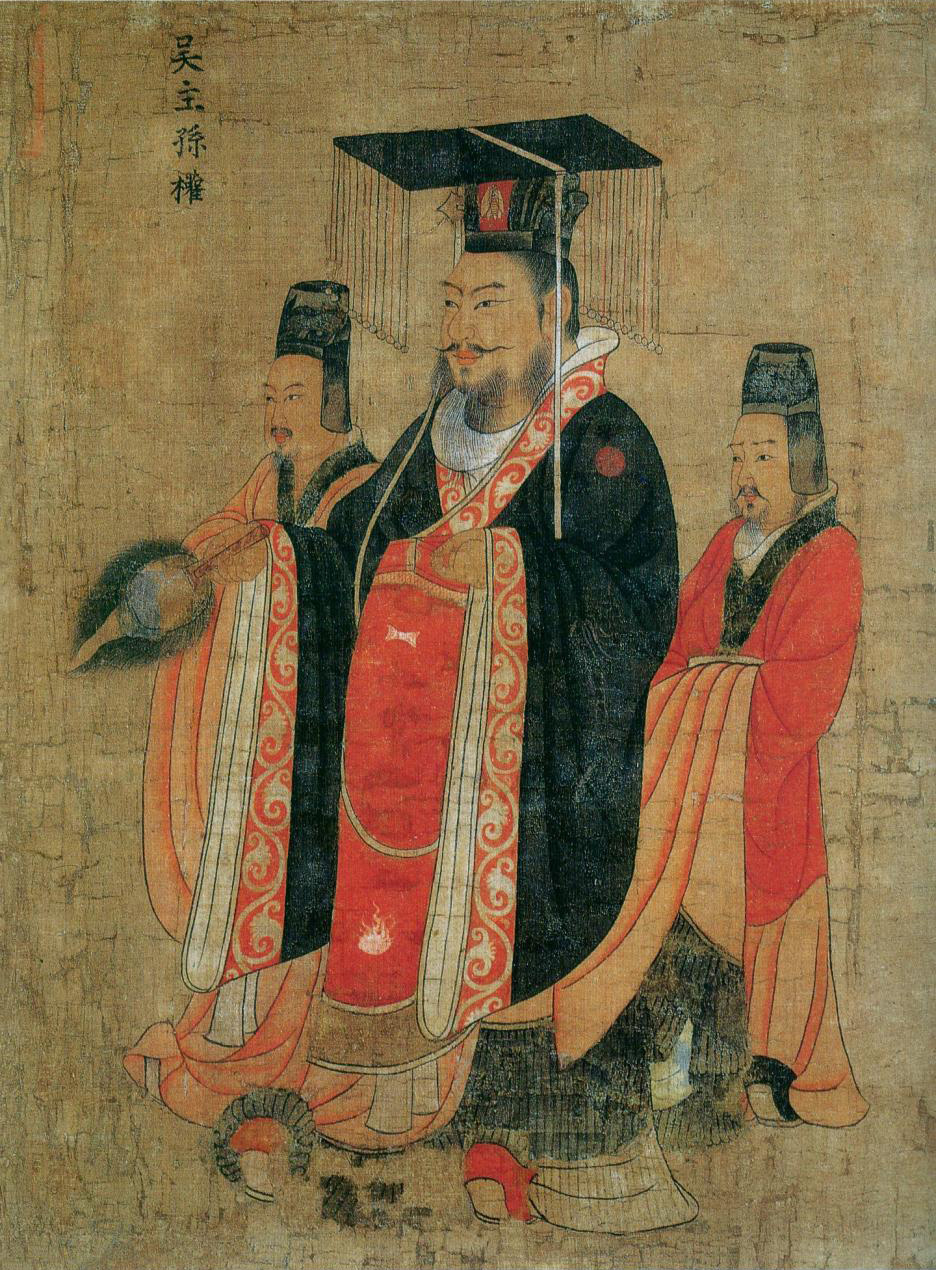
孙权

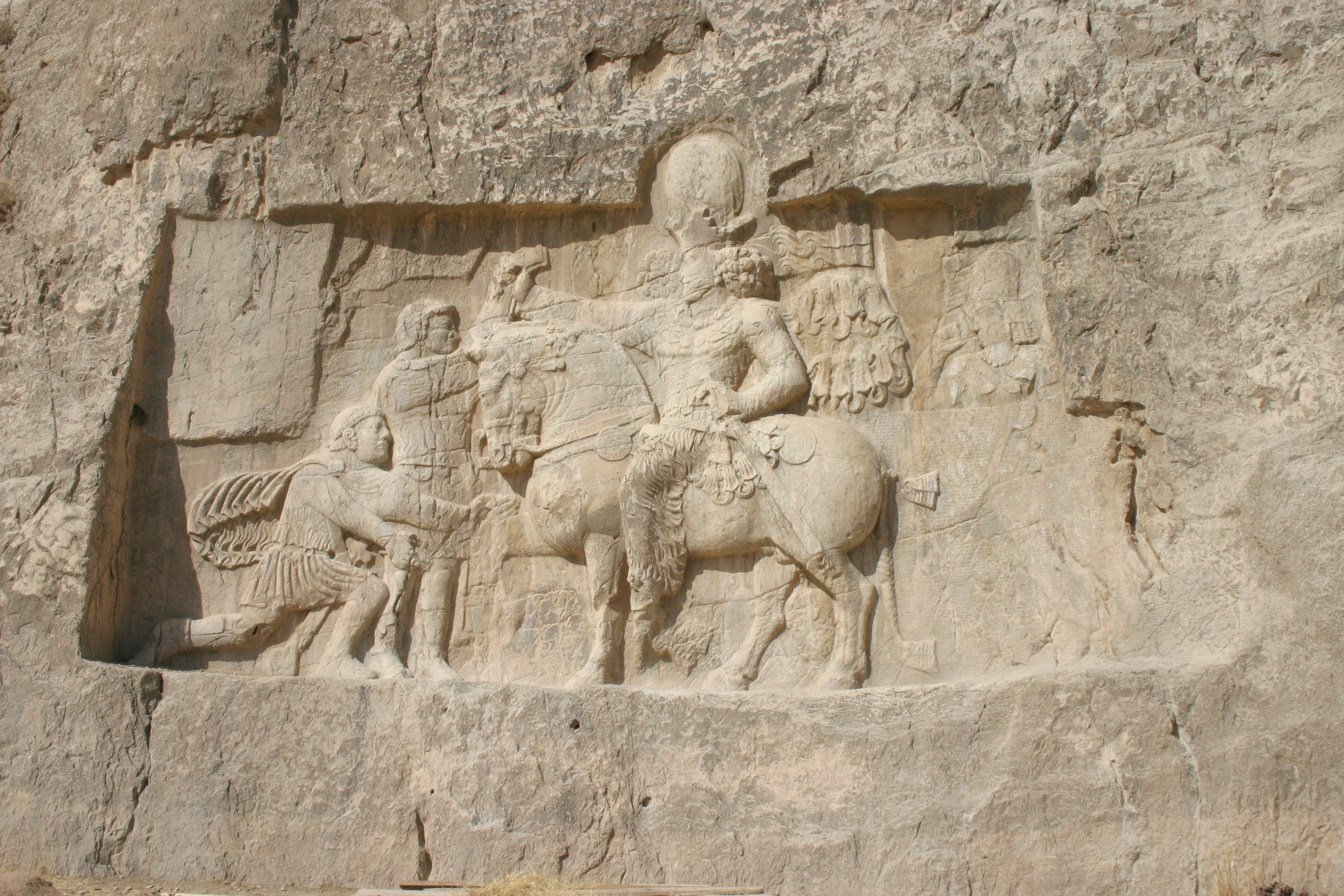
沙普尔一世

### 亞洲
- 中國（三国）
  - 蜀漢皇帝：后主刘禅（223年－263年）
  - 曹魏皇帝：魏齐王曹芳（239年－254年）
    - 曹魏大將軍、录尚书事司马师（251年－255年）

  - 孙吴皇帝：

  1. 吴大帝孙权（222年－252年）
  2. 吴废帝孙亮（252年－258年）

  -     - 孙吴太傅诸葛恪（252年－253年）
- 拓跋部 - 拓跋力微, 鲜卑大人（219年－277年）
- 日本- 神功皇后（攝政，200年－270年）
- 朝鲜半岛（朝鲜三国时代）
  - 百济 - 古尔王，百济王 （234年－286年）
  - 伽耶 - 居登王，伽耶君主（199年－259年）
  - 高句丽 - 中川王，高句丽王（248年－270年）
  - 新罗 - 沾解尼師今，新罗王（247年－261年）
- 泰米尔哲罗王朝 - Ilamcheral Irumporai（241年－257年）
- 亚美尼亚- 
  1. 梯里达底二世（英语：Tiridates II of Armenia），亚美尼亚王（217年－252年）
  2. 库思老二世，亚美尼亚王（252年）
  3. 梯里达底三世，亚美尼亚王（252年－287年）
- 伊比利亚 - 米尔达特二世，伊比利亚国王（249年－265年）
- 贵霜帝国 - 婆什色迦（英语：Vāsishka），贵霜君主（240年－265年）
- 巴克特里亞与健馱邏國- Peroz一世（250年－265年）
- 波斯萨珊王朝 - 沙普尔一世，波斯国王（241年－272年）
- 印度笈多王朝 - 室利笈多（英语：Gupta (king)），笈多国王（240年－280年）

### 欧洲
- 罗马帝国 - 
  - 加卢斯，罗马皇帝（251年－253年）
  - 沃鲁西安努斯，罗马皇帝（251年－253年）
  - 在东部自立：普利斯庫斯（249年－252年）

### 非洲
- 库施王朝 - Teqorideamani，（246年－266年）

## 逝世
- 潘皇后，孫權皇后，被宮女勒死。
- 孫權，東吳建國者吳大帝（182年出生，70岁）。
- 韓綜，東吳將領，後投靠曹魏。
- 桓嘉，曹魏重臣桓階之子。在東興之戰中淹水而死。